# Gypsophila hakkiarica
Gypsophila hakkiarica là loài thực vật có hoa thuộc họ Cẩm chướng. Loài này được Kit Tan mô tả khoa học đầu tiên năm 1984.